# Judith Hermannová

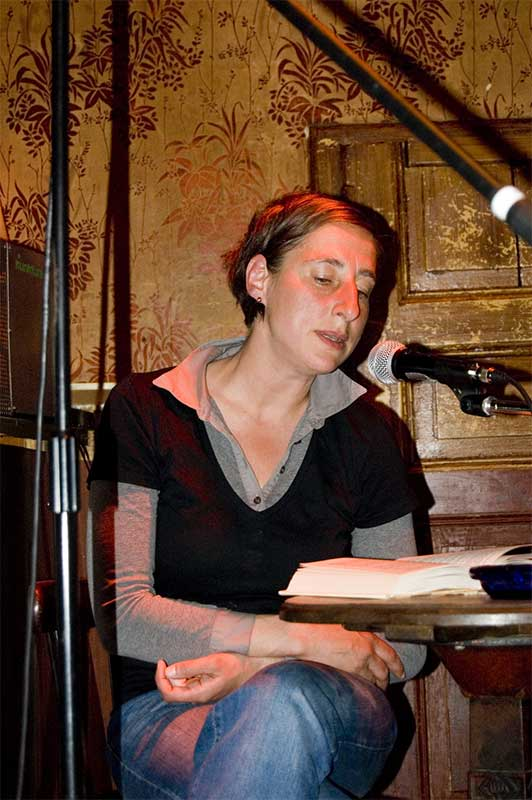
Judith Hermann v Berlíně (2007)

Judith Hermannová (nepřechýleně Judith Hermann; * 15. května 1970, Berlín) je německá spisovatelka.
Slovenská filosofka Etela Farkašová ji řadí mezi autory nové ztracené generace.

## Biografie
Studovala nejdříve germanistiku a filozofii na Svobodné univerzitě v Berlíně, poté také hudbu na Hochschule der Künste, avšak žádné ze studií úspěšně nedokončila. Do roku 1996, než absolvovala novinářskou stáž v Americe, pracovala také např. jako číšnice.

### Dosud nepřeložené knihy
- Lettipark: Erzählungen. S. Fischer Verlag, 2016. 192 S. (povídky)

### České překlady
- Počátek veškeré lásky (orig. 'Aller Liebe Anfang'). 1. vyd. Brno : Větrné mlýny, 2016. 196 S. Překlad: Petr Štědroň
- Alice (orig. 'Alice'). 1. vyd. Brno : Větrné mlýny, 2013. 168 S. Překlad: Tereza Semotamová
- Nic než přízraky : povídky (orig. 'Nichts als Gespenster'). 1. vyd. Brno : Větrné mlýny, 2005. Překlad: Petr Štědroň
- Letní dům, později (orig. 'Sommerhaus, später'). 1. vyd. Brno : Větrné mlýny, 2000. 159 S. Překlad: Kateřina Hůlková

### Slovenské překlady
- Nič, len prízraky. 1. vyd. Bratislava : Vydavateľstvo Spolku slovenských spisovateľov, 2008. 208 S. Překlad: Monika Brečková, Doslov: Etela Farkašová[7][8]
- Domov. Bratislava : Artforum, 2021, 120 S. Překlad: Michal Hvorecký[9][10][11]